# Гарсия Линера
Алваро Гарсия Линера (на испански: Álvaro García Linera) е боливийски политик, вицепрезидент на Боливия от 11 януари 2006 г. до 11 ноември 2020 г.

## Биография
Роден е на 19 октомври 1962 г. в Кочабамба, Боливия. Член е на управляващата партия „Движение за социализъм“.